# Asnoldo Devonish
Asnoldo Vicente Devonish Romero (n. Maracaibo, estado Zulia, Venezuela; 15 de junio de 1932-Caracas, Venezuela; 1 de enero de 1997) fue un atleta venezolano. Nació en el seno de una familia amante de las prácticas deportivas, de la cual sobresalió su tío y también atleta José Encarnación Romero. Tiene el honor de haber logrado la primera medalla olímpica para Venezuela: bronce en salto triple en Helsinki 1952, con un registro de 15,52 m. 

## Biografía

### Infancia y juventud
Asnoldo Devonish nació en el barrio El Saladillo de la ciudad de Maracaibo (capital del estado Zulia, Venezuela) el 15 de junio de 1932. Su madre fue la marabina María Teresa Romero, hermana del también exitoso atleta zuliano José Encarnación «Pachencho» Romero. Su padre fue Víctor Devonish, trabajador petrolero originario de Barbados. Le antecedieron tres hermanos: Juan, Rafael y María Lourdes.
Sus estudios primarios los realizó en Lagunillas. Los dos primeros años de educación media los cursó en el Liceo Chávez de Cabimas. Concluyó su bachillerato en el Liceo Baralt de Maracaibo. También estudió en la Escuela de Comercio Guzmán Blanco, donde se graduó de contador y taquimecanógrafo.
Residía con su familia en Bachaquero. Cuando su hermano mayor, Juan (que trabajaba en la compañía petrolera Shell), fue transferido a La Concepción, el grupo se mudó con él. Esta localidad es la sede del estadio Canaima, donde se celebraban los Juegos Shell. Allí Asnoldo se relacionó con atletas de prestigio como Juan «Chapi» Leiva, los hermanos Mauricio y Kenneth Johnson, su primo Rafael Romero, entre otros. Pronto se interesó por las competencias de pista y campo y se incorporó decididamente a los entrenamientos de la disciplina.

### Carrera deportiva

#### Primeros pasos en el atletismo
En 1948 participó en los Juegos Shell, siendo elegido el mejor atleta de la competencia. También ese año, representó al estado Zulia en los I Juegos Atléticos Nacionales, organizados en Maturín por el periodista deportivo Andrés Miranda. En esta competencia, batió las marcas nacionales de salto largo y salto triple. En aquella época Devonish practicaba atletismo, tanto en pista como en campo, y además béisbol, fútbol, baloncesto y tenis de mesa.
A los 18 años ingresó a la selección venezolana de atletismo. Debutó a nivel internacional en un torneo efectuado en Guayaquil en 1950. Allí ganó la medalla de oro en salto de longitud, salto triple y 110 m con vallas; y la de plata en 400 m con vallas, pentatlón y martillo. Ese año lo observó el entrenador europeo  Ladislao Lazar, quien le recomendó que se especializara en atletismo. El atleta siguió el consejo y se dedicó al salto de longitud y al salto triple.

#### Los Juegos Olímpicos de Helsinki 1952
En 1951 consiguió la medalla de oro en salto triple en los Juegos Bolivarianos de Caracas, logrando su mejor marca hasta ese momento: 15,00 m. Gracias a este triunfo, fue llamado al equipo que se estaba preparando para representar al país sudamericano en los Juegos Olímpicos de Helsinki a celebrarse el año siguiente. Sectores especializados del atletismo venezolano, incluyendo encargados de seleccionar el equipo olímpico, se opusieron a la convocatoria de Devonish, ya que presentaba una lesión y tenía mejores registros en salto de longitud que en salto triple. Su incorporación fue posible gracias al decidido apoyo que el deportista recibió de su entrenador, Ladislao Lazar, quien amenazó con no llevar ningún atleta a Helsinki si Devonish no integraba el equipo.

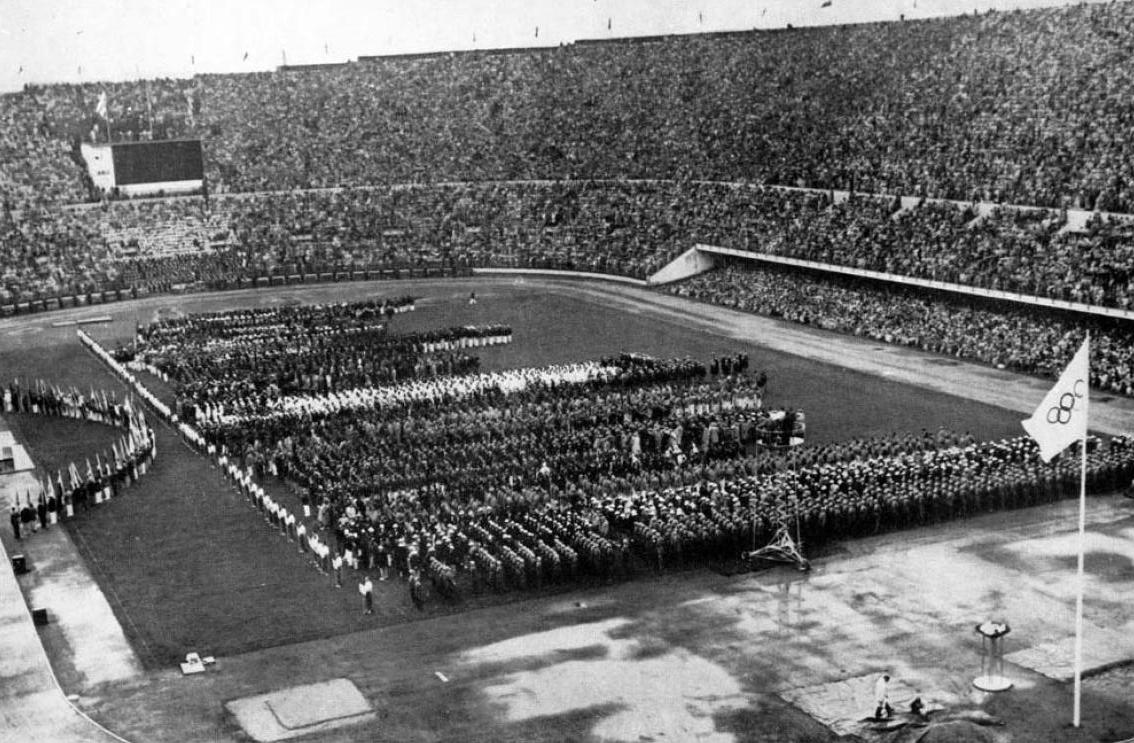
Una vista general de la ceremonia inaugural de los XV Juegos Olímpicos de Verano Helsinki 1952.

La competencia de salto triple de los Juegos Olímpicos de Helsinki se efectuó el 23 de julio de 1952. En la fase eliminatoria, Devonish fue incluido en el grupo A. Obtuvo el segundo mejor registro global de la fase eliminatoria (15,24 m), lo cual le permitió clasificar cómodamente a la ronda definitiva. En la fase final se adjudicó la medalla de bronce, al saltar 15,52 m en su segundo intento.
Esta fue la primera presea olímpica en la historia deportiva de Venezuela. Diversas fuentes han reportado declaraciones de su entrenador, Ladislao Lazar, en las que aseveró que Devonish compitió lesionado. A su regreso al país sudamericano, fue recibido como un héroe nacional. 

#### Luego de Helsinki
En las siguientes dos temporadas el zuliano se adjudicó los campeonatos venezolanos de lanzamiento de martillo, 100 metros planos, 110 metros con vallas y salto largo.
En los Juegos Panamericanos de México 1955, el maracaibero realizó la mejor actuación de su carrera con un salto de 16,13 m en la fase final. Obtuvo la medalla de plata y estableció un récord nacional que estuvo vigente hasta 1979.
Durante la celebración de estos juegos, Devonish, quien era amante de las pruebas hípicas, dejó la concentración de la delegación venezolana para presenciar las carreras en el Hipódromo de las Américas. A raíz de esta acción fue suspendido por ocho años por la Federación Venezolana de Atletismo (FVA), privándosele de participar en cualquier competición oficial durante los mejores años de su vida deportiva. Aun así, Devonish continuó entrenando por su cuenta, esperando su oportunidad de volver al atletismo de alta competencia. Hasta ese momento, todos sus éxitos atléticos los había conseguido durante la dictadura de Marcos Pérez Jiménez.
Con la llegada de Eduardo Alfonzo a la presidencia de la Federación Venezolana de Atletismo, se retiró la suspensión a Devonish. De esta forma, el deportista pudo participar en los Juegos Bolivarianos de Barranquilla (1961) y los Campeonatos Sudamericanos de Atletismo de Lima (1961) y Cali (1963). En cada una de dichas competencias obtuvo la medalla de oro. En los Juegos Panamericanos de São Paulo 1963 no logró subir al podio.

#### Retiro
Devonish, consciente de que sus condiciones habían mermado y que no podía mantener el nivel de sus marcas, decidió poner fin a su carrera profesional luego del Campeonato Sudamericano de Atletismo de Cali 1963. Contaba con 31 años de edad.

#### Logros
1948 
- Récord venezolano en salto largo
- Récord venezolano en salto triple

1951
- Medalla de oro en salto triple en los III Juegos Bolivarianos efectuados en Caracas, Venezuela

1952
- Medalla de bronce en salto triple en los Juegos Olímpicos de Helsinki 1952 con 15,52 m (primera presea olímpica para Venezuela)

1953-1954
- Campeón venezolano de lanzamiento de martillo, con 37 m
- Campeón venezolano de 100 metros planos
- Campeón venezolano de 110 metros con vallas
- Campeón venezolano de salto largo, con registro de 7,34 m[Nota 10]

1955
- Medalla de plata en salto triple en los II Juegos Panamericanos de México con la mejor marca de su vida: 16,13 m

1961
- Campeón sudamericano de salto triple en Lima, Perú
- Medalla de oro en salto triple en los IV Juegos Bolivarianos de Barranquilla, Colombia

1963
- Campeón sudamericano de salto triple en Cali, Colombia

### Labor fuera de la cancha
Devonish trabajó por el deporte venezolano desde puestos administrativos. Se incorporó a estas funciones antes de retirarse de la actividad atlética. En 1956 (cuando se encontraba suspendido por la FVA) se integró como funcionario al Instituto Nacional de Deportes, donde llegó a ser Director de los Departamentos de Coordinación (hasta 1965) y Técnico (hasta 1969). Posteriormente se desempeñó en los Departamentos Docente y de Extensión, en los que ejerció hasta 1971. En agosto de 1993 fue designado presidente de esta institución, desempeñando el cargo hasta enero de 1994.
Organizó varias ediciones de los Juegos Deportivos Nacionales de Venezuela, los Juegos Bolivarianos, los Juegos Centroamericanos y del Caribe, los Juegos Suramericanos y los Juegos Panamericanos (tanto en Venezuela como en otros países, en los que participó como asesor contratado). Además, contribuyó decididamente a la formación de nuevas generaciones de deportistas, creando varios clubes y sociedades deportivas, tanto en Venezuela como en otros países de Latinoamérica. Fue fundador del Colegio de Entrenadores Deportivos de Venezuela, del cual fue su primer presidente.

### Vida privada
Devonish formó una familia vinculada a la actividad física. Se casó con Lina Becerra (excelente nadadora venezolana), con la cual tuvo dos hijas: Lina y Leonor, quienes también practicaron deportes acuáticos.

### Deceso
Asnoldo Devonish falleció a sus 64 años en Caracas el 1 de enero de 1997, tras luchar por año y medio contra un cáncer medular.

## Reconocimientos
- Fue el abanderado de la delegación venezolana en los Juegos Olímpicos de Helsinki 1952 [7]
- Formó parte del primer grupo de deportistas exaltados al Salón de la Fama del Deporte Venezolano en 1971 [1]
- Fue condecorado por Juan Antonio Samaranch, presidente del Comité Olímpico Internacional (COI), con la Orden Olímpica en su grado de Caballero por su labor en pro del olimpismo mundial, en noviembre de 1990 [1][21]
- Desde el 22 de mayo de 2009 ocupa un lugar privilegiado en el Salón de la Fama del Atletismo Venezolano por ser el primero, y por 64 años único, medallista olímpico venezolano en este deporte [1][22][Nota 13]
- Fue exaltado al Salón de la Fama del Atletismo Centroamericano y del Caribe el 28 de abril de 2010 [1]
- En su honor se realiza en el estado Zulia el Memorial Asnoldo Devonish, uno de los certámenes de atletismo más importantes de Venezuela [24][25]
- Un complejo deportivo del estado Miranda lleva en su honor el nombre del atleta
- Varias instituciones educativas tienen su nombre
- Le fue impuesta la orden Francisco de Miranda por parte del Presidente de Venezuela
- Recibió el Botón Cuatricentenario por parte del Concejo Municipal de Caracas [1]
- Se le adjudicó el premio Motilón de Oro del Deporte Zuliano